# Caracanthus
Il genere Caracanthus Krøyer, 1845 comprende 4 specie di pesci ossei marini appartenenti alla famiglia Scorpaenidae, unico genere della sottofamiglia Caracanthinae.

## Distribuzione e habitat
Queste specie sono diffuse nell'Indo-Pacifico, prevalentemente associate all'ambiente del reef corallino, dove vivono tra i meandri di alcuni coralli (Acropora sp., Pocillopora meandrina, Pocillopora eydouxi, Stylophora mordax).

## Descrizione
I Caracanthus presentano un corpo piuttosto compresso ai fianchi ma robusto, dal profilo ovaloide o tondeggiante, il profilo è camuso. La testa è grande, con branchie ornate da creste ossee e piccole spine. La bocca è ampia. La pinna dorsale (che è unica ma presenta una profonda intaccatura centrale) e la pinna anale sono fornite di forti raggi spinosi. La pinna caudale è tondeggiante, portata su un peduncolo caudale robusto. Le altre pinne sono basse e tondeggianti, mentre le pettorali sono ampie e robuste. La livrea è mimetica con fondo grigio-bruno e screziature rossastre o brune.
Sono pesci molto piccoli che non superano i 5 cm di lunghezza massima.

## Veleno
Tutte le specie hanno spine sulle pinne e sugli opercoli branchiali, ma soltanto Caracanthus unipinna è in grado di infliggere dolorose punture.

## Acquariofilia
Caracanthus maculatus è sporadicamente allevato in acquario marino.

## Specie
- Caracanthus maculatus (Gray, 1831)
- Caracanthus madagascariensis (Guichenot, 1869)
- Caracanthus typicus Krøyer, 1845
- Caracanthus unipinna (Gray, 1831)